# Виана, Маурисио
Маурисиио Алехандро Виана Кааманьо (исп. Mauricio Alejandro Viana Caamaño; 14 июня 1989, Сан-Паулу, Бразилия) — чилийский футболист бразильского происхождения, вратарь клуба «Сантьяго Уондерерс».

## Клубная карьера
Родился в Бразилии, но ещё ребенком вместе с семьей переехал в Чили. В 2009 году начал карьеру в клубе «Унион Куильпе», но вскоре перебрался в «Сантьяго Уондерерс». В том же году дебютировал за команду во втором чилийском дивизионе. По итогам сезона клуб вышел в элиту. В январе 2010 года в матче против «Кобрелоа» дебютировал в чилийской Примере. Только в 2012 году выиграл конкуренцию за место в основе «Уондерерс». В 2015 и 2016 годах становился серебряным призёром чемпионата в составе клуба.
Летом 2016 года перешёл в мексиканский «Чьяпас».